# George H. Pendleton
George Hunt Pendleton, född 19 juli 1825 i Cincinnati, Ohio, död 24 november 1889 i Bryssel, Belgien, var en amerikansk demokratisk politiker och diplomat. Han representerade delstaten Ohio i båda kamrarna av USA:s kongress, först i representanthuset 1857-1865 och sedan i senaten 1879-1885. Pendleton, som kallades "Gentleman George", var demokraternas vicepresidentkandidat i presidentvalet i USA 1864. Han var son till politikern Nathanael G. Pendleton.
Pendleton studerade vid Cincinnati College (numera University of Cincinnati) och Ruprecht-Karls-Universität Heidelberg. Han inledde 1847 sin karriär i advokat i Cincinnati och var ledamot av delstatens senat 1854-1856.
Pendleton blev invald i representanthuset i kongressvalet 1856. Han omvaldes tre gånger. Generalmajor George B. McClellan nominerades till demokraternas kandidat i presidentvalet 1864. Demokraternas konvent i Chicago nominerade sedan Pendleton till vicepresidentkandidat. McClellan och Pendleton fick omkring 45% av rösterna men förlorade valet mot Abraham Lincoln och Andrew Johnson. År 1865 ledde Pendleton oppositionen i representanthuset mot att i det trettonde tillägget till USA:s konstitution upphäva slaveriet.
Pendleton förlorade guvernörsvalet i Ohio 1869 mot ämbetsinnehavaren Rutherford B. Hayes. Han efterträdde 1879 Stanley Matthews som senator för Ohio. Han är bäst ihågkommen för lagen Pendleton Civil Service Reform Act av år 1883 som officiellt avskaffade det gamla spoilssystemet. Han efterträddes 1885 som senator av Henry B. Payne. Han var chef för USA:s diplomatiska beskickning i Kejsardömet Tyskland från 1885 fram till sin död i den belgiska huvudstaden Bryssel år 1889.
Pendletons grav finns på Spring Grove Cemetery i Cincinnati.